# Шеліга (герб)
Шеліга (пол. Szeliga) — шляхетський і дворянський герб, яким користувалися 250 благородних родів Білорусі, Литви, України, Польщі і Росії.

## Опис
Опис гербу — використання принципів блазонування: У червоному полі золотий півмісяць, рогами звернений до гори, і з середини його виходить золотий хрест (хрест-якір). Нашоломник складається з павиного хвосту у короні. Початок виникнення цього гербу відносять до XV століття. Перша печатка у 1366 р., перша документальна згадка 1386 р..

## Використовують
Бакшевічи (Bakszewicz), Бялецькі (Białecki), Беланські (Bielanski), Беленські (Bieleński), Белінські (Bielinski albo Bielinski z Wielkich i Małych Bielin Sarson), Бодзановські (Bodzanowski), Бодзети (Bodzeta), Борстейгі (Borsteygo), Божишковські (Borzyszkowski), Босовські (Bossowski), Бостовські (Bostowski), Бриські (Bryski), Букраби (Bukrab albo Bukraba), Цедровські (Cedrowski), Хажевські (Charzewski), Хажинські (Charzyński), Хлістовські (Chlistowski), Хжановські (Chrzanowski), Хжчоновічи (Chrzczonowicz), Хвалішевські (Chwaliszewski), Цешецькі (Cieszecki), Цешановські (Cieszanowski), Чарнолуські (Czarnoluski), Чарнотульські (Czarnotulski), Черніцькі (Czernicki), Чіраси (Cziras-Ciris-Ziras), Дамбровські (Dabrowski-Dambrowski), Добеши (Dobiesz), Добешевські (Dobieszewski), Довойни і Довойни-Крупські (Dowoyna i Dowojna-Krupski), Фаргови (Fargow), Галіновські (Gałinowski) Гариантесевічи (Garyantesiewicz), Герваловскі (Gerwalowski), Герватовські (Gierwatowski), Горецькі чи Гурецькі (Gorecki), Горські (Gorski), Гребінські (Hrebiński), Григоровічи (Hryhorowicz), Ясенські (Jasieński), Каменські (Kamieński), Козіци (Kozica), Козерські (Kozierski), Кжчоновічи (Krzczonowicz), Кживковські (Krzywkowski), Кучковські (Kuczkowski), Ласоцькі (Lasocki), Ласовські (Lasowski-Lassowski), Лебедовічи (Lebedowicz), Лісікевичи (Lisikiewicz), Лутомські (Lutomski), Ланцуцькі (Łańcucki), Лашевські (Laszewski), Лазневські (Lazniewski), Лосовські (Losowski albo Lossowski), Лукоцькі (Lukocki), Лукомські (Łukomski), Луковські (Lukowski), Лишкевічи (Lyszkiewicz), Магери (Magier albo Magiera), Малевічи (Malewicz), Малашевські (Malaszewski), Марковські (Markowski), Маткушевські (Matkuszewski), Мерецькі (Merecki), Межеєвські (Mierzejewski albo Mierzeiowski), Мірецькі (Mirecki-Mirecki-Magiera), Міревічи (Mirewicz), Міржейовські (Mirzejowski), Могучи (Mohucz), Мостковські (Mostkowski), Назаревічи (Nazarewicz), Немоєвські (Niemoiewski-Niemojewski), Огожеловські (Ogorzelowski), Остроухи (Ostrouch), Пепловські (Pepłowski), Пятковські (Piatkowski), Плохоцькі (Plochocki), Плуцінські (Plucinski), Подсонські (Podsonski), Потоцькі (Potocki), Пруменські (Prumienski), Пруські (Pruski), Пжечковські (Przeczkowski), Пстраги (Pstrag), Пушкіни (Puszkin), Пузловські (Puzlowski), Раменські (Ramienski), Ратоцькі (Ratocki), Ростковські (Rostkowski), Роздольські (Rozdolski), Рителі (Rytel), Рительські (Rytelski), Серватовічи (Serwatowicz), Селужінські (Sieluzinski), Семеновічи (Siemionowicz), Скальські (Skalski), Скорупські (Skorupski), Славські (Slawski), Сонгіни (Songin), Станіславські (Stanisławski), Стравінські (Strawiński), Струсінські (Strusinski), Суфчинські (Sufczynski-Suffczynski), Щерські (Szczerski), Шеліги (Szeliga-Szeliha), Шеліговські (Szeligowski), Шеліські (Szeliski), Шолковські (Szolkowski), Шпадковські (Szpadkowski), Трояновські (Trojanowski-Troianowski), Тжебінські (Trzebinski-Trzebinski z Nieciszewa), Турчиновічи (Turczynowicz), Туженіни (Turzenin), Ваховські (Wachowski), Вноровські (Wnorowski), Войські (Wojski), Високінські (Wysokinski), Забавські (Zabawski), Злоцькі (Złocki), Зубжицькі (Zubrzycki), Зеглінські (Zeglinski), Зерніцькі (Zernicki), Жихлінські (Żychlinski).
використовували герб Шеліга видозмінений
Букраби (Bukraba), Дулічи (Dulicz), Гребінські (Hrebinski), Гулевічи (Hulewicz), Кжчоновічи (Krzczonowicz), Кжежоновічи (Krzezonowicz), Пузловські (Pusłowski-Puzłowski), Велозинські (Wielozynski).